# 蒂夫頓
蒂夫頓（英語：Tifton）是一個位於美國喬治亞州蒂夫特縣的城市。根據2010年美國人口普查，該地人口為18413人，而該地的面積約為23.40平方千米。同時該地也是蒂夫特縣的縣治。

## 地理
蒂夫頓的座標為31°27′48″N 83°30′36″W / 31.46333°N 83.51000°W，而該地的平均海拔高度為108米（即354英尺）。